# T. Max Graham
Neil Graham Moran, conhecido profissionalmente como T. Max Graham (Kansas City, 2 de setembro de 1941 — Kansas City, 27 de outubro de 2011), foi um ator estadunidense. Seu trabalho mais reconhecido foi em Eraserhead, no qual interpretou o maquinista de lápis.

## Filmografia
- Angel Unchained (1970)
- Eraserhead (1977)
- Article 99 (1992)
- The Burden of Proof (1992)
- I Can Make You Love Me (1993)
- My Antonia (1995)
- Ride with the Devil (1999)
- The Only Good Indian (2009)